# Komet Denning-Fujikawa
Komet Denning-Fujikawa  (uradna oznaka je 72P/Denning-Fujikawa, nekateri ga še označujejo z 72D/Denning-Fujikawa) je periodični komet z obhodno dobo okoli 9 let. Komet pripada Jupitrovi družini kometov.

## Odkritje
Komet je odkril 4. oktobra 1881 britanski astronom William Frederick Denning (1848 – 1931) in neodvisno 9. oktobra Šigehisa Fujikawa. Po odkritju kometa niso opazili vse do 2. oktobra1978. Zaradi tega so ga imeli za izgubljenega in ga še vedno označujejo kot 27D/Denning-Fujikawa.